# Kavečany
Kavečany – część Koszyc w powiecie Koszyce I.
Dzielnica jest znana jako miejsce wypoczynku i rekreacji. Słynie z centrum narciarskiego i największego w Europie Środkowej zoo: Ogrodu zoologicznego w Koszycach.

## Podstawowe dane
- Wysokość: 350 m n.p.m.
- Liczba mieszkańców: 1010
- Gęstość zaludnienia: 96 os./km²
- Burmistrz: Martin Balčík[2]
- Liczba ulic: 14

## Zobacz też

Położenie na mapie Koszyc